# Преступления против личности
Преступления против личности — преступные деяния, посягающие на безопасность жизни, здоровья, свободу, честь и достоинство, половую неприкосновенность, конституционные права и свободы человека и гражданина, интересы семьи и несовершеннолетних.

## Преступления против личности в УК РСФСР
В Уголовном кодексе РСФСР преступления против личности были перечислены в главе III и подразделялись на следующие группы:
- преступления против жизни: убийство, умышленное доведение до самоубийства, склонение и содействие самоубийству;
- преступления против здоровья: телесные повреждения, удары и побои, заражение венерической болезнью;
- преступления, создающие опасность для жизни и здоровья: незаконное производство аборта, изнасилование, злостное уклонение от уплаты алиментов или от содержания детей, злостное уклонение от оказания помощи родителям, злоупотребление опекунскими обязанностями, оставление в опасности, неоказание помощи больному, неоказание капитаном судна помощи терпящим бедствие и др.;
- преступления против личной свободы граждан: похищение или подмена ребёнка, незаконное лишение свободы (противоправное воспрепятствование свободному выбору места пребывания, незаконное задержание), незаконное помещение в больницу для душевнобольных и др.;
- половые преступления: половое сношение с лицами, не достигшими половой зрелости, развращение малолетних, изнасилование, принуждение женщин к вступлению в половую связь, мужеложство, принуждение к занятию проституцией и притонодержательство.
- преступления против чести и достоинства личности: клевета, оскорбление.

## Преступления против личности в УК России
Современный уголовный кодекс России выделяет следующие группы преступлений против личности:
- преступления против жизни и здоровья (гл. 16 УК РФ);
- преступления против свободы, чести и достоинства личности (гл. 17 УК РФ);
- преступления против половой неприкосновенности и половой свободы личности (гл. 18 УК РФ);
- преступления против конституционных прав и свобод человека и гражданина (гл. 19 УК РФ);
- преступления против семьи и несовершеннолетних (гл. 20 УК РФ).